# Тайшань (Гуандун)
Тайшань (кит. спр. 台山市, піньїнь: Táishān Shì) — місто-повіт в південнокитайській провінції Гуандун, складова міста Цзянмень.

## Географія
Тайшань займає південь префектури, виходить до Південнокитайського моря.

### Клімат
Місто знаходиться у зоні, котра характеризується вологим субтропічним кліматом. Найтепліший місяць — липень із середньою температурою 28.3 °C (83 °F). Найхолодніший місяць — січень, із середньою температурою 13.9 °С (57 °F).
| Клімат Тайшаня          | Клімат Тайшаня | Клімат Тайшаня | Клімат Тайшаня | Клімат Тайшаня | Клімат Тайшаня | Клімат Тайшаня | Клімат Тайшаня | Клімат Тайшаня | Клімат Тайшаня | Клімат Тайшаня | Клімат Тайшаня | Клімат Тайшаня | Клімат Тайшаня |
| Показник                | Січ.           | Лют.           | Бер.           | Квіт.          | Трав.          | Черв.          | Лип.           | Серп.          | Вер.           | Жовт.          | Лист.          | Груд.          | Рік            |
| Абсолютний максимум, °C | 28             | 27             | 30             | 32             | 35             | 36             | 37             | 37             | 36             | 33             | 31             | 28             | 37             |
| Середній максимум, °C   | 18             | 17             | 22             | 26             | 29             | 31             | 32             | 32             | 30             | 27             | 24             | 20             | 26             |
| Середня температура, °C | 14             | 14             | 19             | 22             | 25             | 27             | 28             | 28             | 26             | 23             | 20             | 15             | 22             |
| Середній мінімум, °C    | 10             | 11             | 16             | 19             | 22             | 24             | 25             | 24             | 23             | 19             | 16             | 11             | 18             |
| Абсолютний мінімум, °C  | 2              | 1              | 7              | 11             | 15             | 13             | 20             | 21             | 17             | 12             | 6              | 5              | 1              |
| Норма опадів, мм        | 40             | 60             | 170            | 170            | 280            | 300            | 480            | 460            | 210            | 130            | 40             | 10             | 2400           |
| Днів з дощем            | 2              | 5              | 9              | 8              | 10             | 13             | 15             | 18             | 10             | 5              | 1              | 0              | 102            |
| Вологість повітря, %    | 70             | 80             | 85             | 84             | 83             | 83             | 83             | 84             | 82             | 73             | 70             | 71             | 79             |
| ----------------------- | -------------- | -------------- | -------------- | -------------- | -------------- | -------------- | -------------- | -------------- | -------------- | -------------- | -------------- | -------------- | -------------- |
| Джерело: Weatherbase    |                |                |                |                |                |                |                |                |                |                |                |                |                |